# NGC 5334
NGC 5334 is een balkspiraalstelsel in het sterrenbeeld Maagd. Het hemelobject werd op 15 april 1787 ontdekt door de Duits-Britse astronoom William Herschel.

## Synoniemen
- IC 4338
- UGC 8790
- MCG 0-35-24
- ZWG 17.88
- IRAS 13502-0051
- PGC 49308